# Bessie Loo
Bessie Loo (30 de diciembre de 1902 - 28 de octubre de 1998) fue una actriz, directora de casting y agente de talentos estadounidense. Fue propietaria de la Agencia de Talento Bessie Loo durante más de 40 años, y representó a muchos de los actores asiático-estadounidenses en Hollywood del siglo XX.

## Primeros años
Loo nació como Bessie Sue en Hanford (California). El padre de Loo, Sue Chung Kee, emigró a Hanford desde China en 1886, y operaba una tienda general allí; La madre de Loo nació en San Francisco. La familia Sue vivía por encima de su tienda.

## Educación
Loo asistió a la Universidad de California en Los Ángeles y se graduó en la Universidad Estatal de San Francisco en 1928.

## Carrera
Como actriz de ascendencia china, la carrera de actuación de Loo comenzó en la década de 1930. Jugó principalmente pequeños papeles. Apareció en The Good Earth (1937) y fue una sirvienta en Mr. Wong en Chinatown (1939); su esposo Richard Loo también estuvo en el elenco de ambas películas. Comenzó a trabajar con Central Casting durante la creación de The Good Earth, cuando sus habilidades lingüísticas resultaron útiles con los muchos extras que hablan chino.
Durante la apertura de la Segunda Guerra Mundial , Loo comenzó The Bessie Loo Talent Agency, con oficinas en Sunset Boulevard en Los Ángeles, California. Loo representó a actores asiático-estadounidenses en la industria del cine, incluyendo a Jack Ong, Keye Luke, Robert Ito, Beulah Quo, James Hong, Soon-Tek Oh, Mako Iwamatsu, Joan Chen, Lisa Lu y Guy Lee (quienes eventualmente se hizo cargo de la agencia cuando Bessie Loo se retiró). Todos los miembros fundadores de East West Players estuvieron representados por Bessie Loo.
Bessie Loo se desempeñó como presidenta de la Sociedad China del Sur de California, y del Club de Mujeres Chinas de Los Ángeles. También fue nombrada miembro de la Comisión de Desarrollo Económico del Estado de California y miembro de la Academia de Artes y Ciencias Cinematográficas .
En 1978, sus logros fueron honrados en una cena de la Sociedad Histórica China del Sur de California , y en 1982 su amigo y cliente James Hong organizó un evento con la Asociación de Artistas Asiáticos del Pacífico Americano (AAPAA) llamado "Un asunto con Bessie", para Celebra su carrera. Apenas unas semanas antes de su muerte, fue galardonada con el premio "Excelencia en el entretenimiento" por el Museo Chino Americano de Los Ángeles, en su banquete anual de premios Historymakers.

## Vida personal
En 1929, Loo se casó con el actor Richard Loo. Tenían hijas gemelas, Beverly y Angela, nacidas en 1931.
En 1998, Loo murió a la edad de 95 años. Las imágenes de archivo de Loo, y una breve discusión de su trabajo, aparecieron en el documental de Arthur Dong, Hollywood Chinese (2007).